# Botești (Suceava)
Botești es una localidad rumana de la comuna de Horodniceni, en el condado de Suceava.

## Historia
Hacia finales del siglo XIX la localidad, perteneciente al condado de Suceava, tenía contabilizada una población de 574 habitantes. En la segunda mitad del siglo XX la localidad formaba parte de la comuna de Horodniceni.